# Clifton R. Breckinridge

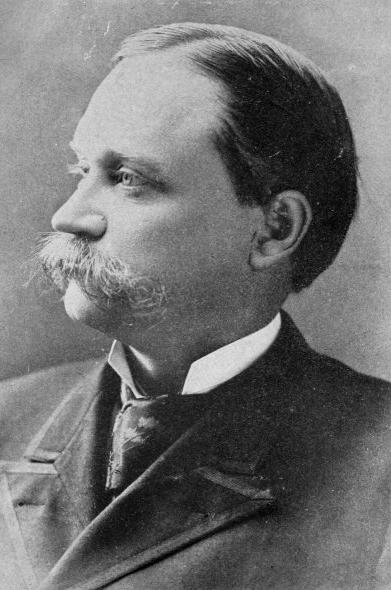
Clifton R. Breckinridge

Clifton Rodes Breckinridge (* 22. November 1846 in Lexington, Kentucky; † 3. Dezember 1932 in Wendover, Kentucky) war ein US-amerikanischer Politiker. Zwischen 1883 und 1894 vertrat er den Bundesstaat Arkansas im US-Repräsentantenhaus.

## Herkunft
Clifton Breckinridge entstammte einer bekannten Politikerfamilie. Sein Vater John C. Breckinridge war zwischen 1857 und 1861 Vizepräsident der Vereinigten Staaten unter Präsident James Buchanan, seine Mutter war Mary Cyrene Burch Breckinridge. 1861 war er kurzzeitig US-Senator und danach General sowie 1865 Kriegsminister der Konföderierten Staaten. Clifton Breckinridges Urgroßvater John Breckinridge war ebenfalls US-Senator und von 1805 bis 1806 Justizminister der Vereinigten Staaten.

## Frühe Jahre und politischer Aufstieg
Clifton Breckinridge besuchte die ländlichen Schulen seiner Heimat in Kentucky. Während des Bürgerkrieges war er zunächst in der Armee und dann in der Marine der Konföderierten Staaten. Nach dem Ende des Kriegs studierte er drei Jahre lang am Washington College, der heutigen Washington and Lee University. Im Jahr 1870 zog er nach Pine Bluff in Arkansas, wo er mit seinem älteren Bruder eine Baumwollplantage betrieb und 13 Jahre lang als Kommissionshändler arbeitete.
Als Mitglied der Demokratischen Partei wurde Breckinridge Mitglied des Gemeinderats von Pine Bluff. 1882 kandidierte er für den neu geschaffenen fünften Sitz des Staates Arkansas im US-Repräsentantenhaus. Dieses Wahlen fanden damals im ganzen Staat Arkansas statt. Nach der gewonnenen Wahl konnte Breckinridge zwischen dem 4. März 1883 und dem 3. März 1885 dieses Mandat ausüben. Er wurde Mitglied im Committee on Ways and Means. Bei den Wahlen der Jahre 1884 und 1886 wurde er für den zweiten Distrikt von Arkansas erneut in das Repräsentantenhaus gewählt. Damit konnte er zwischen dem 4. März 1885 und dem 3. März 1889 zwei weitere unumstrittene Legislaturperioden im Kongress absolvieren.

## Umstrittene Wahlen
Bei den Kongresswahlen des Jahres 1888 kam es im zweiten Distrikt von Arkansas zu Unregelmäßigkeiten. Die Kandidaten waren Clifton Breckinridge, der sich erneut zur Wiederwahl stellte, und der Republikaner John M. Clayton, Bruder des Gouverneurs und US-Senators Powell Clayton. Im Conway County drangen maskierte weiße Männer in ein Wahllokal in einer republikanischen Hochburg ein und stahlen die Wahlurne. Nachdem Breckinridge zum Wahlsieger erklärt worden war, legte Clayton wegen dieses Vorfalls Beschwerde gegen das Wahlergebnis ein. In der Zwischenzeit übte Breckinridge zwischen dem 4. März 1889 und dem 5. September 1890 das umstrittene Mandat im Kongress aus. Dann wurde der Beschwerde Claytons stattgegeben. Dieser war aber bereits am 29. Januar 1889 von unbekannten Tätern ermordet worden und konnte daher seinen Sitz im Kongress nicht einnehmen. Der Sitz wurde für vakant erklärt und Nachwahlen wurden ausgeschrieben. Inzwischen gab es eine Untersuchung der Vorfälle, wobei Breckinridge keine Verwicklung in diese Vorgänge nachzuweisen waren. Er gewann die Nachwahlen und konnte am 4. November 1890 seinen alten Sitz im Kongress wieder einnehmen.

## Weitere politische Laufbahn
Bei den folgenden beiden regulären Kongresswahlen der Jahre 1890 und 1892 wurde Breckinridge jeweils bestätigt. 1894 wurde er nicht mehr nominiert, weil er sich gegen den Willen seiner Anhängerschaft für den Goldstandard der Währung eingesetzt hatte. Er blieb noch bis zum 14. August 1894 im Kongress. Dann legte er sein Mandat nieder, obwohl die Amtszeit noch bis zum 3. März 1895 gelaufen wäre, weil er von Präsident Grover Cleveland zum Botschafter der Vereinigten Staaten in Russland ernannt worden war. Zwischen 1894 und 1897 vertrat Breckinridge die USA am Zarenhof in Sankt Petersburg. Dort erlebte er die Krönung des Zaren Nikolaus II. von Russland. Breckinridge kehrte 1897 nach Pine Bluff zurück und widmete sich wieder seinen privaten Angelegenheiten. Im Jahr 1900 berief ihn Präsident William McKinley in die Dawes-Kommission, die sich um finanzielle Zuwendungen für fünf Indianerstämme kümmern sollte. Er blieb bis 1905 in der Kommission, die zwischenzeitlich unter Korruptionsverdacht geriet, aber letztlich nach einer Untersuchung freigesprochen wurde.

## Lebensabend und Tod
Nach seiner Zeit in der Dawes-Kommission gründete Breckinridge die Arkansas Valley Trust Company in Fort Smith, deren Präsident er bis 1914 war. In den Jahren 1917 und 1918 war er Delegierter auf einer Konferenz zur Überarbeitung der Staatsverfassung von Arkansas. Bis 1925 blieb er in Fort Smith, dann zog er zu seiner Tochter nach Kentucky. Er starb im Dezember 1932 und wurde in Lexington beigesetzt. Clifton Breckinridge war seit 1876 mit der 1921 verstorbenen Katherine Carson verheiratet, mit der er vier Kinder hatte. Seine Tochter Mary Carson Breckinridge gründete 1925 den Frontier Nursing Service.